# Helmut Hornung

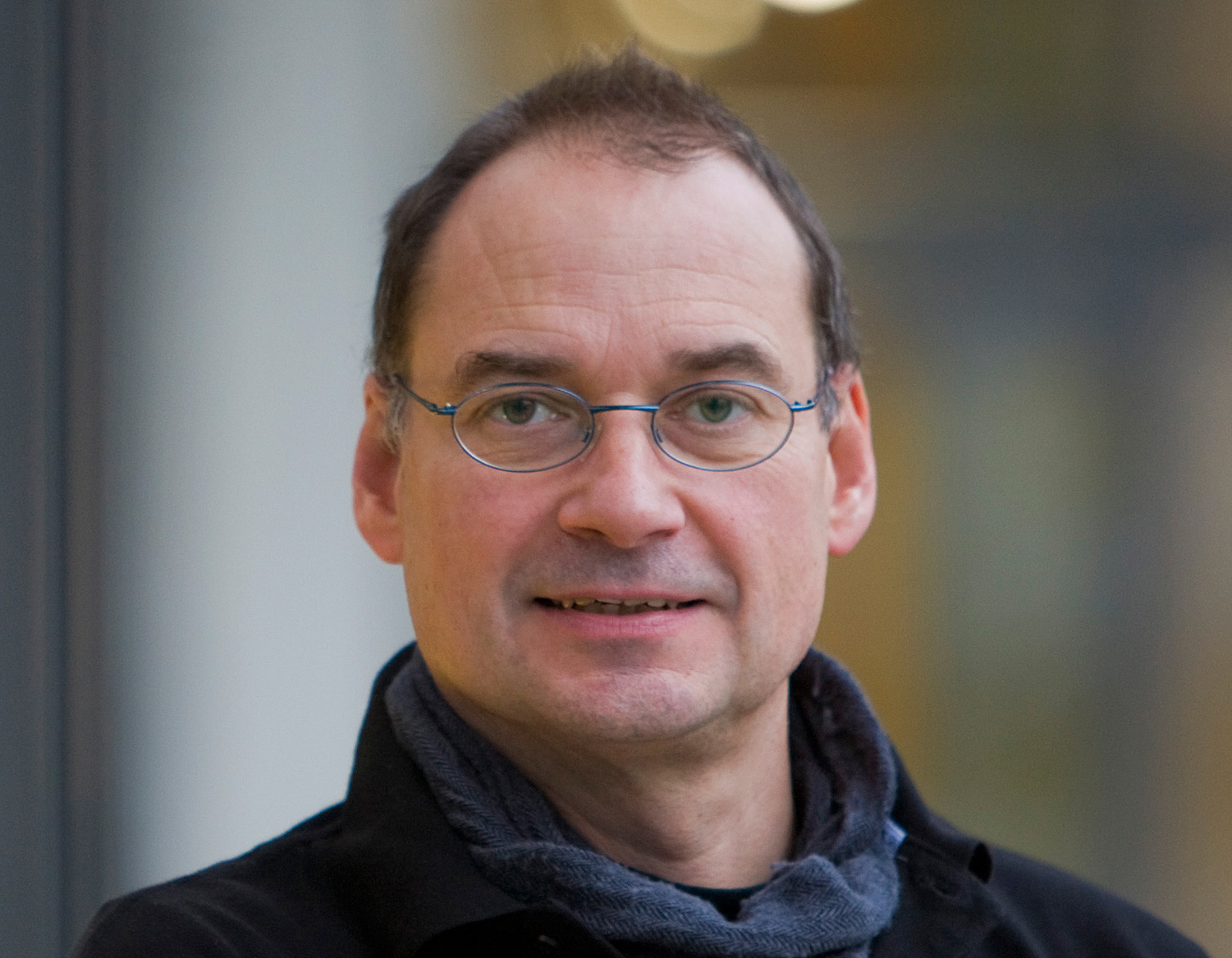
Helmut Hornung

Helmut Hornung (* 30. Juli 1959 in Weilheim/Oberbayern) ist ein deutscher Wissenschaftsjournalist und Autor mit dem Spezialgebiet Astronomie.

## Leben
Helmut Hornung war nach Beendigung seines Studiums der Anglistik und Germanistik (Examensarbeit Mondreisen in der deutschen Literatur des 18. Jahrhunderts) erst Volontär und danach zehn Jahre Redakteur der Süddeutschen Zeitung. Im Juli 2000 wechselte Hornung an die Pressestelle der Max-Planck-Gesellschaft und arbeitete bis Ende 2022 als Chefredakteur des Wissenschaftsmagazins MaxPlanckForschung. Zum Jahreswechsel 2022/2023 ging er in den Ruhestand. Weiterhin schreibt er für die Süddeutsche sowie für bild der wissenschaft und ist freiberuflich für die Max-Planck-Gesellschaft tätig.
Hornung verfasste zu seinem Spezialgebiet Astronomie und Raumfahrt über tausend Artikel und hielt hunderte Vorträge an Schulen und Volkshochschulen, auch wirkt er als Dozent an der Kinder-Uni. Seit 1985 ist er Mitglied der Astronomischen Gesellschaft. 
Hornung ist verheiratet und hat zwei Kinder. Er ist außerdem Erster Vorsitzender der Volkshochschule Weilheim.
Hornung war von 2016 bis 2022 Mitglied der Jury für den Preis "Wissenschaftsbücher des Jahres", der von der Zeitschrift bild der wissenschaft vergeben wird.

## Veröffentlichungen (Auswahl)
- Safari ins Reich der Sterne, Hamburg, Oetinger Verlag 1992, ISBN 3-7891-3701-4.
- Schwarze Löcher und Kometen : Einführung in die Astronomie, München: Deutscher Taschenbuch-Verlag 1999, ISBN 3-423-33043-0.
- Astronomische Streiflichter : Sternbilder, Gestirne und ihre Geschichten, mit Sternkarten und zahlreichen Abbildungen von Martin Rothe, München: Deutscher Taschenbuch-Verlag 2000, ISBN 3-423-33059-7, Neuauflage 2005 im Anaconda Verlag unter dem Titel Sternbilder, ISBN 3-938484-24-1.
- Streifzüge durch das All : Forscher enträtseln ferne Welten, München: Deutscher Taschenbuch-Verlag 2008, ISBN 978-3-423-62370-4.
- Wunderbarer Sternenhimmel – Das Weltall entdecken und verstehen, Köln: Anaconda-Verlag 2014, ISBN 978-3-7306-0136-5.

Die Bücher wurden teilweise ins Ungarische, Japanische und Chinesische übersetzt.

## Auszeichnungen
- 1993: Deutscher Jugendliteraturpreis für das Sachbuch Safari ins Reich der Sterne
- 1998: VfR-Raumfahrtpreis des Vereins zur Förderung der Raumfahrt e.V.